# Kid Klown in Crazy Chase
Kid Klown in Crazy Chase (Japans: キッドクラウンのクレイジーチェイス) is een computerspel dat werd ontwikkeld door Software Creations en uitgebracht door Kemco. Het spel kwam in 1994 uit voor de Super Nintendo Entertainment System en in 2002 voor de Game Boy Advance.
Het spel gaat over Blackjack, die de prinses van Klown Planet heeft gekidnapt. De speler speelt de clown die de prinses moet redden. Blackjack plaatst in elk level een bom en de speler moet zien te voorkomen dat deze ontploft. In elk level moeten in hoog tempo obstakels worden ontweken en vier speelkaarten worden verzameld. Als de speler faalt, wordt deze teruggezet naar het begin.

## Platformen
| Jaar | Platform         |
| ---- | ---------------- |
| 1994 | SNES             |
| 2002 | Game Boy Advance |

## Ontvangst
| Beoordeeld door                 | Platform | Datum             | Score |
| ------------------------------- | -------- | ----------------- | ----- |
| MaXoE Games                     | SNES     | 2003              | 88%   |
| 1UP!                            | SNES     | 16 november 2002  | 88%   |
| Total! (Duitsland)              | SNES     | februari 1995     | 85%   |
| GamePro (VS)                    | SNES     | oktober 1994      | 80%   |
| Electronic Gaming Monthly (EGM) | SNES     | oktober 1994      | 76%   |
| Consoles Plus                   | SNES     | april 1995        | 75%   |
| Game Players                    | SNES     | september 1994    | 66%   |
| Video Game Den                  | SNES     | 29 mei 2007       | 60%   |
| Nintendo Life                   | SNES     | 10 september 2009 | 50%   |